# Праксител
Праксител је био уз Скопаса и Лисипа највећи атински вајар IV в. п. н. е. и представник такозваног „лепог стила“. Тежио је елеганцији облика, а његове скулптуре поседују мекоћу сенке и креативну смелост. Био је један од најзначајнијих грчких мајстора касног класичног стила.
Био је син и ученик Кефисодота Старијег и припадао је вишем атинском друштву, што је утицало на стил и теме скулптура.

## Карактеристике дела
- извијеност фигура - могуће је уочити флексибилну линију дуж целе скулптуре, која јој даје опуштен израз
- композиција скулптуре је таква да је атрактивна са предње и задње стране, док су бочне стране мало занемарене
- дрвеће, драперије и слично имају двоструку функцију - придржавају скулптуру и саставни су део композиције
- лица су представљена из полупрофила

Праксител је усавршио став контрапоста - увео је ослонац под руку, чиме је добио већу извијеност тела, већу елеганцију и опуштенији став. Мајстор је женске љупкости и чулног оживљавања пути. Праксител је био склонији млађим ликовима него старијим - на пример, Аполон, Хермес и Афродита су му привлачили више пажње него Зевс, Посејдон или Атина. Видљива је његова тежња да та божанства приказује са више људских атрибута.
Праксител и његови ученици су радили скоро искључиво у мермеру. Неке од тих скулптура је обојио сликар Ницијас.

## Дела
- Афродита, 330. п. н. е., мермер, најславнија статуа, симбол савршенства, први приказ потпуно наге богиње. Афродиту је Праксител направио за град Книд. Према Плинију, краљ Никомедес је нудио граду да им опрости читав њихов дуг, који је био огроман, за ту скулптуру, али грађани су одбили да је продају.
- Хермес са малим Дионисом, 330-320. п. н. е. Статуа је откривена 1877. године у Олимпији. Хермес носи малог Диониса нимфама. Представљен наг, у тренутку док прави паузу и нуди детету грожђе. Фигура Хермеса - снажна, без пренаглашавања, витка је и елегантна. Израз лица је такође изузетан - читамо интелигенцију, савршено здравље и уживање. Ова скулптура је најбољи пример Праксителових уметничких принципа.
- Аполон Сауроктонус (убица гуштера) око 350. п. н. е. - Скулптура представља младог Аполона, наслоњеног на дрво, док луком и стрелом гађа гуштера.
- Сатир, који налива воду, или вино 370. п. н. е.[2]
- Лето, Аполон и Артемида - Група је откривена приликом ископавања у Мантинеји у Аркадији. Постоје сумње да аутор није Праксител, већ неки од његових ученика.

## Галерија
- Аполон Сауроктон (убица гуштера), римска мермерна копија према Праксителу, висока 1,49 м. Лувр.
- Книдска Афродита. Римска мермерна копија према Праксителовом оригиналу из 4. века п. н. е. Национални римски музеј у Риму.
- Глава Афродите Книдске, мермер, висока 32,5 cm. Лувр.
- Сатир, римска мермерна копија према Праксителу, висна 1,71 м, Капитолски музеји у Риму.
- Ефеб Маратонски, око 330—340. Праксителова школа, 1,31 м висока бронза, Национални археолошки музеј Атине.
- Артемида с Габија, римска мермерна копија висока 1,35 м, Лувр.
- Луцијски Аполон, римска мермерна копија, Капитолски музеји у Риму.
- Сатир који сипа воду, римска копија према Прексителу, 1,5 м мермер, Лувр.